# Ovodynerus humeralis
Ovodynerus humeralis är en stekelart som beskrevs av Giordani Soika 1990. Ovodynerus humeralis ingår i släktet Ovodynerus och familjen Eumenidae. Inga underarter finns listade i Catalogue of Life.